# Linda Riordan
Linda Riordan, född 31 maj 1953 i Halifax, är en brittisk parlamentsledamot för Labourpartiet. Hon representerar valkretsen Halifax sedan valet 2005.
Hon har läst vid University of Bradford.